# Çò des de Simonet (Vielha)
Çò des de Simonet és una obra de Vielha (Vall d'Aran) inclosa a l'Inventari del Patrimoni Arquitectònic de Catalunya.

## Descripció
Habitatge tipus des que organitzen paral·lelament a un carrer, en aquest cas el carrer Major, amb la casa i el "uart" en la banda del riu Nere, i les "bordes" amb la "pocingla" formant una "L" davant del corral, en l'altra banda. La casa en realitat integra dos edificis adossats de secció rectangular, segons palesen el canvi de paraments i l'estructura graonada de "penaus" en la teulada. La façana paral·lela a la "capièra" i orientada a ponent, presenta obertures de fusta i de fàbrica distribuïdes en les dues plantes (3-2;3,2) tot i que el conjunt no observa ben bé la uniformitat. La coberta d'encavallades de fusta suporta un llosat de pissarra, de dos vessants, amb "penaus".De la porta, en la part superior, es diu que va ser bastit amb pedra de la cantera de Sant Beat. El portal també fou resolt amb peces de marbre, i en la llinda de la porta hi ha un títol emmarcat amb dos triangles en relleu, i en l'interior una inscripció de lectura dubtosa : 1605 P[au] SALERISA.A l'esquerra del mateix s'observa una antiga finestra paredada. Damunt de la porta apareix un finestral renaixentista, partit en quarters i ornat amb bases i motllures, unes tallades a bisell i d'altres resseguint l'extradós fins a acabar en colze en la línia d'impostes.

## Història
En els Compdes de Vielha de l'any 1565 hi ha noticia de Joan Fedusa, el qual juntament amb un sònsol de la vila dugué a terme la compra de mules en la fira de Salàs, i a requeriment de diversos particulars, segons infereix M.Calzado S.Temprado recull la tradició que la relaciona amb Es Farrèr de Simonet, de Canejan